# Marrocos nos Jogos Olímpicos de Verão de 1992
O Marrocos participou dos Jogos Olímpicos de Verão de 1992, realizados em Barcelona, Espanha.

## Medalhistas

### Ouro
- Khalid Skah — Atletismo, 10.000m masculino

### Prata
- Rachid El Basir — Atletismo, 1.500m masculino

### Bronze
- Mohamed Achik — Boxe, Peso Galo

## Results by event

### Atletismo
5.000m masculino
- Brahim Boutayeb
  - Eliminatória — 13:37.27
  - Final — 13:13.27 (→ 4º lugar)

- Mohamed Issangar
  - Eliminatória — 13:22.98
  - Final — 13:28.97 (→ 9º lugar)

10.000m masculino
- Khalid Skah
  - Eliminatória — 28:18.48
  - Final — 27:46.70 (→  Medalha de Ouro)

- Hammou Boutayeb
  - Eliminatória — 28:25.73
  - Final — não terminou (→ sem classificação)

Revezamento 4x400m masculino
- Abdelali Kasbane, Abdelghani Gouriguer, Bouchaib Belkaid, e Benyounes Lahlou
  - Eliminatória — 3:02.28 (→ não avançou)

Maratona masculina
- Salah Kokaich — 2:14.25 (→ 6º lugar)

400m com barreiras feminino
- Nouzha Bidiouane
  - Eliminatória — 55.95
  - Semifinal — 55.08 (→ não avançou)

### Boxe
Peso Mosca-ligeiro (– 48 kg)
- Mohamed Zbir
  - Primeira rodada — Perdeu para Jan Quast (GER), 0:6

Peso Mosca (– 51 kg)
- Hamid Berhili

Peso Galo (– 54 kg)
- Mohammed Achik

Peso Leve (– 60 kg)
- Kamal Marjouane

Peso Meio-médio (– 67 kg)
- Abdellah Taouane

Peso Médio-ligeiro (– 71 kg)
- Mohamed Mesbahi

Peso Supoer-pesado (+ 91 kg)
- Ahmed Sarir

### Futebol

#### Competição Masculina
- Fase Preliminar (Grupo C)
  - Empatou com a Coreia do Sul (1-1)
  - Perdeu para a Suécia (0-4)
  - Perdeu para o Paraguai (1-3) → Não avançou

- Elenco
  - ( 1) Mustapha Achab
  - ( 2) Rachid Azzouzi
  - ( 3) Abdelkrim El Hadrioui
  - ( 4) Mouloud Moudakkar
  - ( 5) Mouhcine Bouhlal
  - ( 6) Noureddine Naybet
  - ( 7) Khalid Raghib
  - ( 8) Hicham Dmiai
  - ( 9) Mohamed El Badraoui
  - (10) Said Rokbi
  - (11) Mohamed Aziz Samadi
  - (12) Aziz Azim
  - (13) Rachid Iddaoudi
  - (14) Lahcen Abrami
  - (15) Abdel Majid Karaouane
  - (16) Brahim Bougrine
  - (17) Youssef Chippo
  - (18) Lahoussaine Ahnouta
  - (19) Ahmed Bahja
  - (20) Mohamed Ibari Mansouri
- Técnico: Werner Olk